# Szarka
A szarka (Pica pica) a madarak (Aves) osztályának verébalakúak (Passeriformes) rendjébe, ezen belül a varjúfélék (Corvidae) családjába tartozó faj. Egyéb nevei: közönséges szarka vagy európai szarka.
A közhiedelem szerint előszeretettel gyűjti össze fészkébe a fényes, csillogó tárgyakat, ezért a folklórban mint „tolvaj szarka” él, egy nemrégiben végzett kutatás azonban kétségbe vonja ennek a hiedelemnek a valódiságát. A papagájhoz hasonlóan megtanítható az emberi beszéd utánzására. Az egyetlen madár, amelyről tudott, hogy képes felismerni magát a tükörben, amit a fejlett éntudat jelének tartanak.

## Előfordulása és élőhelye
A szarkák elterjedési területe Eurázsia mérsékelt égövi területin húzódik keresztül nyugatról Spanyolországtól és Írországtól kezdve egészen a Kamcsatka félszigetig és Tajvanig húzódik keleten. Populációi megtalálhatóak Északnyugat-Afrikában és a Földközi-tenger szigetein. E madárfajt behurcolták Japánba, ahol Kjúsú szigetén honosodott meg.
A szarkák kedvelik az olyan nyílt vidéki területeket, ahol szórványosan fák, facsoportok, erdősávok húzódnak, miközben a teljesen fátlan vidékeken egyáltalán nem élnek szarkák. Időnként nagy számban költenek külvárosi parkokban, kertekben.
A szarkák legtöbbje helyhez kötötten él, fészkelőhelyének közelében maradva, míg Svédország, Finnország és Oroszország északabbra eső területeiről időnként az ott élő egyedek délebbre vándorolnak a keményebb telek elől.

## Alfajai
Korábban mint alfaj több taxon is idetartozott, azonban egyeseket összevontak, míg másokat önálló faji szintre emeltek.
- Pica pica bactriana Bonaparte, 1850 – Szibéria; keletre a Bajkál-tóig, délre pedig a Kaukázusig, Irakig, Iránig, Közép-Ázsiáig és Pakisztánig
- Pica pica camtschatica Stejneger, 1884 – az Ohotszki-tenger északi vidéke és Kamcsatka
- Pica pica fennorum Lönnberg, 1927 – Észak-Skandinávia és Északnyugat-Oroszország
- Pica pica leucoptera Gould, 1862 – Délkelet-Oroszország és Északkelet-Kína
- Pica pica melanotos A.E. Brehm, 1857 – Ibériai-félsziget
- Pica pica pica (Linnaeus, 1758) – a Brit-szigetek és Dél-Skandinávia, kelet felé Oroszországig, délfelé pedig a Földközi-tengerig, beleértve eme tenger legtöbb szigetét is

## Megjelenése
E madár testhossza 40-45 centiméter, farokhossza körülbelül 20-22 centiméter, szárnyfesztávolsága 60 centiméter és testtömege 200-250 gramm. Mindkét nemnek fekete-fehér tollazata és hosszú, ék alakú szárnya van. A felnőtt hím P. p. pica alfaj egyedeinek testhossza 44-46 centiméter, melynek több, mint felét farktollaik hossza teszi ki. Szárnyfesztávolságuk 52-62 centiméter között váltakozik. Fejük, nyakuk és mellkasi részeik fényes, fekete színű, fémes zöld, vagy lilás árnyalatokkal tarkítva, begyük és vállövi tollazatuk fehér színű, szárnyaik feketék, fémes árnyalatokkal, míg szárnytollaik fehér hálózatot alkotnak a tollak fekete széleivel, melyek leginkább akkor szembetűnőek, ha az állatot repülés közben látjuk. Lábaik és csőrük fekete, íriszük sötétbarna színű. A két nem tollazata hasonló, bár a tojók némileg kisebb testalkatúak. A hím egyedek 210-272 gramm tömegűek, míg a tojók 182-214 gramm tömegűek. A fiatal példányok hasonlóak a felnőtt egyedekhez, de fedőtollaik kevésbé fényesek. 
A szarkák alfajai méretben különböznek a névadó alfajtól, valamint abban különböznek még, hogy tollazatuk mennyi fehér színt tartalmaz, valamint abban, hogy milyen fémes árnyalattal bírnak fekete tollaik. 
A felnőtt egyedek a költési szezon után teljesen levedlik korábbi tollaikat. A repüléshez szükséges tollazat három hónapon belül kicserélődik. A fiatalok a felnőtteket követően egy hónappal kezdenek el vedleni, de ez nem érinti szárnytollaikat és farktollaikat.

## Életmódja
A szarka bokrokkal és fákkal tarkított kultúrtájak, facsoportok és bozótosok, parkok lakója. Magányosan vagy párosan él. Táplálkozáskor több madár is összegyűlhet. A szarka mindenevő, a magoktól és rovaroktól kezdve tojásokig, madárfiókákig, dögökig mindent megeszik, néha nagyobb emlősöket tisztít meg az élősködőktől. Időnként előfordul, hogy nála kisebb, de felnőtt madarakat (fekete rigót és egyéb énekesmadarakat) is megöl és elfogyaszt.

## Szaporodása
A szarka egyéves korában lesz ivarérett. A szarkapár élethosszig tartó monogám párkapcsolatban él, enyhébb teleken kitart a költőterületén. A párzási időszak áprilistól júniusig tart. Általában egyszer költ, de ha az első fészekalj elpusztul, újabbat rak. A fészekalj általában 5-7 halványkék vagy zöld, barna pettyes tojásból áll. A szarkafészek nagy, fedett építmény, amely gallyakból készül és agyaggal vagy trágyával van kitapasztva. Vékony gabonaszár, fű vagy szőr béleli, ez utóbbit a szarka időnként élő állatokból tépi ki. A két szülő már márciusban a kora reggeli órákban építeni kezdi nagy, gömb alakú, zárt fészkét, amelyen csak oldalt van bejárónyílás. A fészket magasan a fák koronájában helyezik el, vagy csupán néhány méter magasságban bokrokban, de mindig ujjnyi vastag, sokszor tüskés ágak sűrű szövevényében. Egyes párok háborítatlanul költenek autópályák melletti bokrokban vagy városok területén. A tojásokat egyedül a tojó költi ki, de a hím eközben eteti a tojót. A költés 17-18 napig tart. A fiatal madarak 3-4 hetesen repülnek ki.

## Intelligenciája
A legintelligensebb állatok között tartják számon, éntudattal rendelkezik, a madarak közül egyedüliként felismeri önmagát a tükörben. Kognitív képességeit annak a bizonyítékának tartják, hogy az intelligencia kifejlődése a varjúfélék és a főemlősök esetében független folyamat. A szarka képes eszközöket használni, élelmiszert tárolni, szenzoros emlékezettel rendelkezik, saját tapasztalatai alapján képes fajtársai viselkedését előrelátni. Az eleséget megfelelő méretű adagokra osztja annak függvényében, hogy hány és mekkora fiókái vannak. Fogságban tartott egyedek utánozzák az emberi hangot, fészkük tisztításához eszközöket vesznek igénybe. Vadon csapatba szerveződnek, és komplex stratégiákat alkalmaznak mikor más madarakra vadásznak vagy ha ragadozóval kerülnek szembe.

## Védettsége
Magyarországon nem védett. Vadászható július 1. és február utolsó napja között. Az apróvadas vadászterületeken, az apróvad szaporodási 
időszakában a vadászati hatóság külön engedélyével gyéríthető.
A szarkák elterjedési területe 32 millió négyzetkilométer. Európai egyedszámát 22,5–57 millió közé teszik, amely alapján a költőpárok száma 7,5–19 millió között lehet. Európai állománya a globális egyedszám 25–49 százalékát alkotja, amely alapján a világon összesen 45,9–228 millió közötti egyedszámban élhet. Észak-Amerikában már 40 éve, Európában a nyolcvanas évektől kezdve stabil állományú madárfaj. Nagy egyedszáma és széles elterjedési területe miatt a Természetvédelmi Világszövetség vörös listáján a szarka a nem fenyegetett fajok közé tartozik.

## Galéria

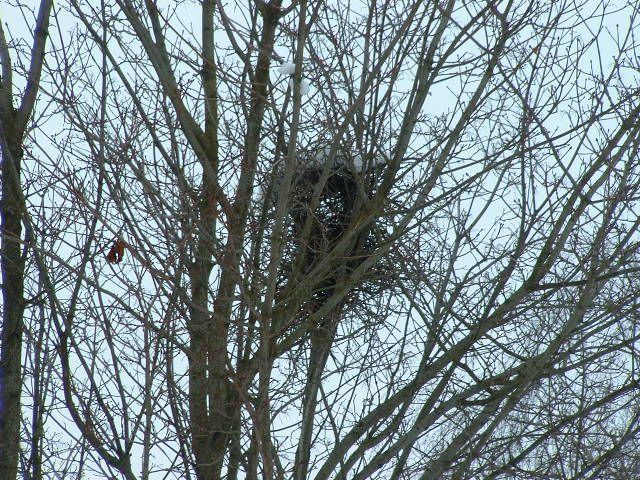
Gömb alakú szarkafészek
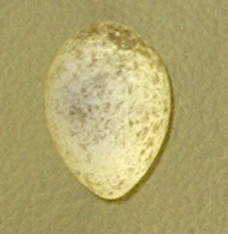
Tojása
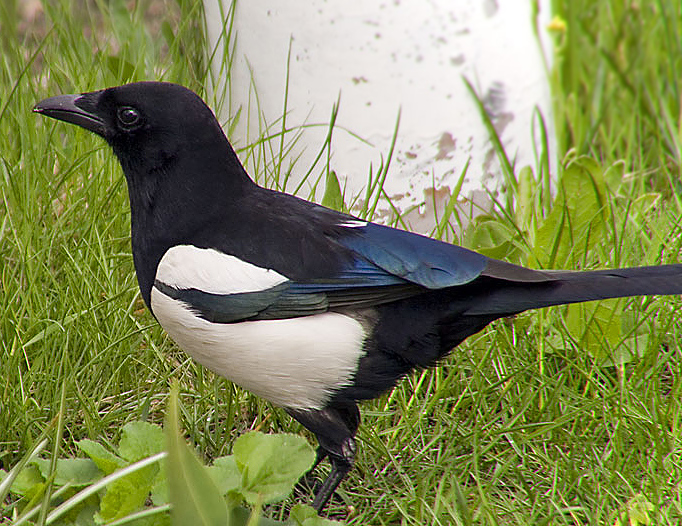
Szarka portré
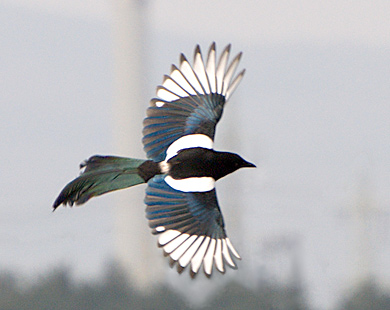
Röpte